# Auditoria interna

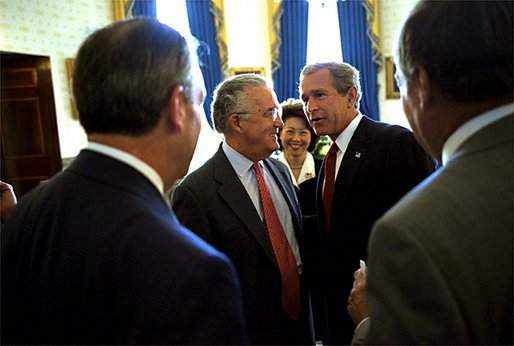

Auditoria interna é uma atividade independente e objetiva de garantia e consultoria, concebida para adicionar valor e melhorar as operações de uma organização. Ela ajuda uma organização a atingir seus objetivos através de uma abordagem sistemática e disciplinada para avaliar e melhorar a efetividade dos processos de gerenciamento de riscos, controle e governança. Esta definição é mundialmente reconhecida e aceita, sendo divulgada pelo Instituto de Auditores Internos (Institute of Internal Auditors - IIA), representado no Brasil pelo IIA Brasil.
A atividade de auditoria interna geralmente é desempenhada por departamento de uma entidade incumbido pela direção de efetuar verificações necessárias e de avaliar os sistemas e procedimentos da entidade, com vista a minimizar as probabilidades de fraudes, erros ou práticas ineficazes. A auditoria interna deve ser independente no seio da organização e reportar diretamente à direção. (in Glossário dos Termos Comuns das Instituições Supremas de Controle da CPLP).

## Objetivos
Os principais objetivos de um auditor interno são:
- verificar a existência, a suficiência e a aplicação dos controles internos, bem como contribuir para o seu aperfeiçoamento;

- verificar se as normas internas estão sendo seguidas;

- verificar a necessidade de melhoramento das normas internas vigentes;

- avaliar a necessidade de novas normas internas.

## Definição
Podemos conceituar auditoria interna como um controle gerencial que funciona por meio de medição e avaliação da eficiência e eficácia de outros controles. Deve ser entendida como uma atividade de assessoramento à administração quanto ao desempenho das atribuições definidas para cada área da empresa, mediante as diretrizes políticas e objetivos por aquela determinados.
A auditoria interna cumpre um papel fundamental na empresa: subsidia o administrador com dados e informações tecnicamente elaborados, relativos às atividades para cujo acompanhamento e supervisão que este não tem condições de realizar; e ela o faz mediante o exame da:
a) adequação e eficácia dos controles;
b) integridade e confiabilidade das informações e registros;
c) integridade e confiabilidade dos sistemas estabelecidos para assegurar a observância das políticas, metas, planos, procedimentos, leis, normas e regulamentos, e da sua efetiva aplicação pela empresa;
d) eficiência, eficácia e economicidade do desempenho e da utilização dos recursos; dos procedimentos e métodos para salvaguarda dos ativos e a comprovação de sua existência, assim como a exatidão dos ativos e passivos; e
e) compatibilidade das operações e programas com os objetivos, planos e meios de execução estabelecidos.
Não deve haver limitação, no âmbito da empresa, para atuação da auditoria interna. O auditor interno deve ter acesso a todas as áreas e informações, terreno no qual e para o qual desenvolverá seu trabalho. Naquelas áreas cuja tecnologia desconhece, no todo ou em parte, deve ele assessorar-se de profissionais habilitados, a fim de entender o processo, para poder avaliá-lo e julgá-lo, possibilitando, assim, que seu relatório seja emitido corretamente. Podemos exemplificar esta condição com referência a um trabalho desenvolvido numa área de Produção.
Neste caso, o auditor interno se assessorará de um engenheiro, qualificado tecnicamente para, quando solicitado e autorizado pela Diretoria, julgar determinada operação ou opinar sobre ela.
Deve, ainda, prestar total apoio ao Conselho de Administração e ao Conselho Fiscal da entidade, bem como, se em empresa estatal, coordenar e controlar o atendimento ao Tribunal de Contas e aos órgãos de Controle Interno.
Os sistemas de controle não se limitam às áreas contábil e financeira, mas englobam os planos da organização e todos os métodos usados para proteger seus ativos, verificar a exatidão e fidedignidade de suas informações contábeis, financeiras, administrativas e operacionais, e promover a eficiência e eficácia operacional, bem como estimular a observância de normas e diretrizes da administração, inclusive no âmbito das empresas controladas e coligadas.
A função básica da auditoria interna, de assegurar o sistema de controle interno eficaz, não desobriga os executivos das responsabilidades de verificação e controle nos seus respectivos setores.

## Normas Brasileiras de Auditoria Interna
Em 24 de março de 1995, o Conselho Federal de Contabilidade emitiu a Resolução 780, definindo: as Normas Brasileiras de Contabilidade Relativas à Auditoria Interna (NBC T 12), divididas em:
a) Conceituação e Disposições Gerais;
b) Normas de Execução dos Trabalhos; e
c) Normas Relativas ao Relatório do Auditor Interno;
E as Normas Profissionais do Auditor Interno (NBC P 3), divididas em:
a) Competência Técnico-Profissional;
b) Autonomia Profissional;
c) Responsabilidade do Auditor Interno na Execução dos Trabalhos;
d) Relacionamento com Profissionais de Outras Áreas;
e) Sigilo; e
f) Cooperação com o Auditor Independente.
As citadas Normas do CFC são de cumprimento obrigatório pelos Contadores que exercem a função de auditor interno.